# Ерёмино (Новгородская область)
Ерёмино — деревня в Пестовском муниципальном районе Новгородской области. Входит в состав Охонского сельского поселения. По всероссийской переписи населения 2010 года население деревни — 45 человек (20 мужчин и 25 женщин).
Площадь территории деревни — 33,4 га. Ерёмино находится на левом берегу Меглинки, на высоте 155 м над уровнем моря, в 3 км к юго-западу от Охоны, на автодороге Р8.

## История
В списке населённых мест Устюженского уезда Новгородской губернии за 1909 год посёлок крестьян собственников Еремено указан, как относящийся к Охонской волости (2-го стана, 4-го земельного участка). Население посёлка Еремено — 55 жителей: мужчин — 27, женщин — 28, число жилых строений — 17; имелись: почтовое отделение, больница, 5 мелочных лавок, винная лавка, сельскохозяйственный склад и др. Затем с 10 июня 1918 года до 31 июля 1927 года в составе Устюженского уезда Череповецкой губернии, затем в составе Федовского сельсовета Пестовского района Череповецкого округа Ленинградской области. Население села Еремено в 1928 году — 111 человек. По постановлению ЦИК и СНК СССР от 23 июля 1930 года Череповецкий округ был упразднён, а район перешёл в прямое подчинение Леноблисполкому. По Указу Президиума Верховного Совета СССР от 5 июля 1944 года Пестовский район был передан из Ленинградской области во вновь образованную Новгородскую область. Решением Новгородского облисполкома № 359 от 8 июня 1954 года Федовский сельсовет был упразднён, а деревня вошла в состав Охонского сельсовета. Во время неудавшейся всесоюзной реформы по делению на сельские и промышленные районы и парторганизации, в соответствии с решениями ноябрьского (1962 года) пленума ЦК КПСС «о перестройке партийного руководства народным хозяйством» с 10 декабря 1962 года был образован, в числе прочих, крупный Пестовский сельский район на территории Дрегельского, Пестовского и Хвойнинского районов, а 1 февраля 1963 года административный Пестовский район в числе прочих был упразднён. Пленум ЦК КПСС, состоявшийся 16 ноября 1964 года восстановил прежний принцип партийного руководства народным хозяйством, после чего Указом Верховного Совета РСФСР от 12 января 1965 года сельские районы были преобразованы вновь в административные районы и решением Новгородского облисполкома № 6 от 14 января 1965 года Охонский сельсовет и деревня вновь в составе Пестовского района.
С принятием закона от 6 июля 1991 года «О местном самоуправлении в РСФСР» была образована Администрация Охонского сельсовета (Охонская сельская администрация), затем Указом Президента РФ № 1617 от 9 октября 1993 года «О реформе представительных органов власти и органов местного самоуправления в Российской Федерации» деятельность Охонского сельского Совета была досрочно прекращена, а его полномочия переданы Администрации Охонского сельсовета. По результатам муниципальной реформы, с 2005 года деревня входит в состав муниципального образования — Охонское сельское поселение Пестовского муниципального района (местное самоуправление), по административно-территориальному устройству подчинена администрации Охонского сельского поселения Пестовского района. В 2012 году Новгородская областная дума (постановлением № 50-5 ОД от 25.01.2012) постановила уведомить Правительство Российской Федерации об упразднении в числе прочих Охонского сельсовета Пестовского района.